# St Andrews Links

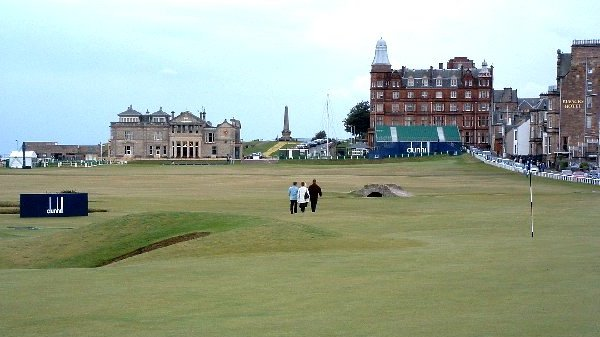
Das 18. Fairway des Old Course

Die St Andrews Links sind eine der größten Golfanlagen weltweit und befinden sich in St Andrews, Schottland. Sie werden als die Heimat des Golfsports bezeichnet („Home of Golf“), wobei diese Bezeichnung auch für die Stadt selbst gebräuchlich ist.

## Geschichte
Die erste Erwähnung der St Andrews Links datiert ins Jahr 1552 als Erzbischof John Hamilton der Bevölkerung in einem Dekret die freie Nutzung der Links, explizit auch für Golf, garantierte und sich selbst gleichzeitig sämtliche Rechte am Kaninchenbestand sicherte. In der Folge wurde dieser Erlass mehrfach durch andere Erzbischöfe bestätigt und 1726 erhielt ein William Gibbs die Erlaubnis Kaninchen in den Dünen zu züchten, sofern dadurch das Golfgelände nicht beschädigt würde. Genau diese befürchteten Schäden entstanden jedoch gegen Ende des Jahrhunderts, so dass in den sogenannten „Rabbit Wars“ die Golfer, auch unterstützt durch eine Gerichtsentscheidung von 1805, zur Selbsthilfe griffen. Kurz zuvor, im Jahr 1797 hatte die Stadt St Andrews aufgrund finanzieller Schwierigkeiten die Links an Privatpersonen verpfändet, die ein kommerzielles Interesse an der Kaninchenzucht hatten. Nach einem weiteren Inhaberwechsel kaufte schließlich der Golfer James Cheape die Links im Jahr 1821 und beendete so die Rabbit Wars. In den knapp zwei Jahrhunderten seitdem musste die Stadt mühsam Parzelle für Parzelle von Cheapes Erben zurückkaufen, die sich sogar garantierte Startzeiten auf dem Old Course und kostenloses Golf auf allen anderen Plätzen für sich und all ihre Gäste gesichert hatten.
Zunächst gab es auf den Links nur einen Golfplatz, der dementsprechend den Namen St Andrews Links trug. Erst 1895, als der zweite Golfplatz eröffnet wurde, benannte man den alten Golfplatz um in Old Course und der neue erhielt folgerichtig den Namen New Course. Seither gilt der Name St Andrews Links für die Gesamtheit aller Golfanlagen in St Andrews.
2005 wurde die Anlage in das Inventory of Gardens and Designed Landscapes in Scotland aufgenommen. Eine im 17. oder 18. Jahrhundert errichtete einbogige Bogenbrücke über den Swilken Burn im Südosten der Anlage ist als Denkmal der Kategorie B klassifiziert.

## Heutige Situation
Der gesamte Komplex der St Andrews Links wird seit 1974 betrieben vom St Andrews Links Trust und dem St Andrews Links Management Committee, zwei eigens zu diesem Zweck gegründeten, nicht profitorientierten Organisationen. Eigentümerin der Links ist die Stadt St Andrews, wobei unklar ist, ob dies auch für seit 1974 gekauftes Land gilt, das der Links Trust auf eigene Rechnung erworben hat.
Für die Stadt St Andrews stellt der Golftourismus mittlerweile eine Haupteinnahmequelle dar. Zur Hochsaison arbeiten über 250 Angestellte für den Trust, davon alleine 70 Greenkeeper. Die etwa 150 Caddies in St Andrews arbeiten selbständig, müssen sich aber vom Trust lizenzieren lassen.
Insgesamt werden hier jährlich etwa 210.000 Runden Golf gespielt, davon alleine 40.000 auf dem legendären Old Course. Der Rest verteilt sich auf die anderen Golfplätze:
- New Course (18 Loch, Eröffnung 1895, Architekt Old Tom Morris)
- Jubilee Course (18 Loch, Eröffnung 1897, Architekt John Angus Jr., Erweiterungen Donald Steel)
- Eden Course (18 Loch, Eröffnung 1914, Architekt Harry Colt)
- Strathtyrum Course (18 Loch, Eröffnung 1993, Architekt Donald Steel)
- Balgove Course (9 Loch, Eröffnung 1993, Architekt Donald Steel)
- Castle Course (18 Loch, Eröffnung 2008, Architekt David McLay Kidd)

Neben umfangreichen Übungsanlagen und einigen Golfshops gibt es mit dem Links Clubhouse und dem Eden Clubhouse auch zwei Clubhäuser, die für die Öffentlichkeit zugänglich sind. Auch der Castle Course, der außerhalb der Stadt liegt, verfügt über entsprechende Einrichtungen. Das berühmte Clubhaus des Royal and Ancient Golf Club ist jedoch dessen Mitgliedern vorbehalten.